# Ганиев, Мамедтаги Касум оглы
Ганиев, Мамедтаги Касум оглы (1907—1979) — доктор ветеринарных наук, профессор, академик АСАН и НАНА, заслуженный деятель науки. Был директором Азербайджанского Научно-Исследовательского Института Ветеринарии (1955—1970). По предсмертному желанию был похоронен в Шемахе.

## Общие сведения
- В 1931 году окончил Закавказский зооветеринарный институт в Ереване.
- В 1932—1959 гг. — заведующий кафедрой микробиологии ветеринарного факультета Азербайджанского сельскохозяйственного института.
- С 1959 гг. — почетный член Всесоюзного микробиологического общества и председатель его Азербайджанского отделения.

Мамедтаги Ганиев является автором более, чем 200 научных трудов, был руководителем более 50 кандидатов и докторов наук. Автор учебников «Общая микробиология» (1933), «Ветеринарная микробиология» (1948). С 1970 г. работал в Секторе микробиологии АН Азербайджанской ССР. Основное направление научных исследований – изучение инфекционных заболеваний сельскохозяйственных животных и птиц. Предложил вакцины против пастереллеза и листериоза сельскохозяйственных животных. Установил, что вирус оспы птиц при эпизоотиях может переходить на человека. Установил аденовирусную инфекцию у телят. Автор учебников «Общая микробиология» (1933), «Ветеринарная микробиология» (1948). Почетный член Всесоюзного микробиологического общества (с 1959) и председатель его Азербайджанского отделения.

## Награды
Был награждён медалями «За оборону Кавказа», «За отважный труд» во время Великой Отечественной войне.
За заслуги в научно-педагогической области был награждён Почетной Грамотой Верховного Совета Азербайджанской Республики, двумя Орденами «Знак Почета» и Орденом «Трудового Красного Знамени», золотыми и серебряными медалями Всесоюзной Выставки Достижений Народного Хозяйства. Мамедтаги Ганиев был награждён медалью Луи Пастера.